# جاذبه صفر (ترانه کرلی)
«جاذبهٔ صفر» (به انگلیسی: Zero Gravity) تک‌آهنگی از خواننده-ترانه‌پرداز استونیایی کرلی می‌باشد که در ۲۰ مارس سال ۲۰۱۲ از سوی آیلند دف جم منتشر گردید. همانطور که در موزیک ویدئوی ترانه که در ۲۲ مارس منتشر شد، این ترانه دربارهٔ «ادغام و یکی شدن با جان، تبدیل شدن به تمام عشق» می‌باشد.